# Патнем (округ, Нью-Йорк)
Шаблон:StateAbbr_ 41°26′ пн. ш. 73°45′ зх. д. / 41.43° пн. ш. 73.75° зх. д.
Округ Патнем (англ. Putnam County) — округ (графство) у штаті Нью-Йорк, США. Ідентифікатор округу 36079.

## Історія
Округ утворений 1812 року.

## Демографія
За даними перепису 
2000 року 
загальне населення округу становило 95745 осіб, зокрема міського населення було 72855, а сільського — 22890.
Серед мешканців округу чоловіків було 47748, а жінок — 47997. В окрузі було 32703 домогосподарства, 25179 родин, які мешкали в 35030 будинках.
Середній розмір родини становив 3,27.
Віковий розподіл населення поданий у таблиці:
| Стать    | До 15 років | 15-21 | 22-29 | 30-39 | 40-49 | 50-65 | 65-85 | Понад 85 |
| -------- | ----------- | ----- | ----- | ----- | ----- | ----- | ----- | -------- |
| Чоловіки | 10941       | 4077  | 3789  | 8071  | 8840  | 8078  | 3642  | 310      |
| Жінки    | 10427       | 3400  | 3525  | 8580  | 8748  | 8122  | 4455  | 740      |

## Суміжні округи
- Дачесс — північ
- Ферфілд, Коннектикут — схід
- Вестчестер — південь
- Рокленд — південний захід
- Орандж — захід

## Виноски
1. ↑  U.S. Decennial Census. United States Census Bureau. Процитовано 6 січня 2015.
2. ↑  Historical Census Browser. University of Virginia Library. Архів оригіналу за 11 серпня 2012. Процитовано 6 січня 2015.
3. ↑  Population of Counties by Decennial Census: 1900 to 1990. United States Census Bureau. Процитовано 6 січня 2015.
4. ↑  Census 2000 PHC-T-4. Ranking Tables for Counties: 1990 and 2000 (PDF). United States Census Bureau. Процитовано 6 січня 2015.
5. ↑  State & County QuickFacts. United States Census Bureau. Архів оригіналу за 7 червня 2011. Процитовано 12 жовтня 2013.(англ.) Наведено за англійською вікіпедією.
6. ↑  American FactFinder. Бюро перепису населення США. Архів оригіналу за 26 лютого 2012. Процитовано 31 січня 2008.

| США | Це незавершена стаття з географії США. Ви можете допомогти проєкту, виправивши або дописавши її. |